# Börzow
Börzow is een ortsteil van de Duitse gemeente Stepenitztal in de deelstaat Mecklenburg-Voor-Pommeren. Tot 25 mei 2014 was Börzow een zelfstandige gemeente in de Landkreis Nordwestmecklenburg.

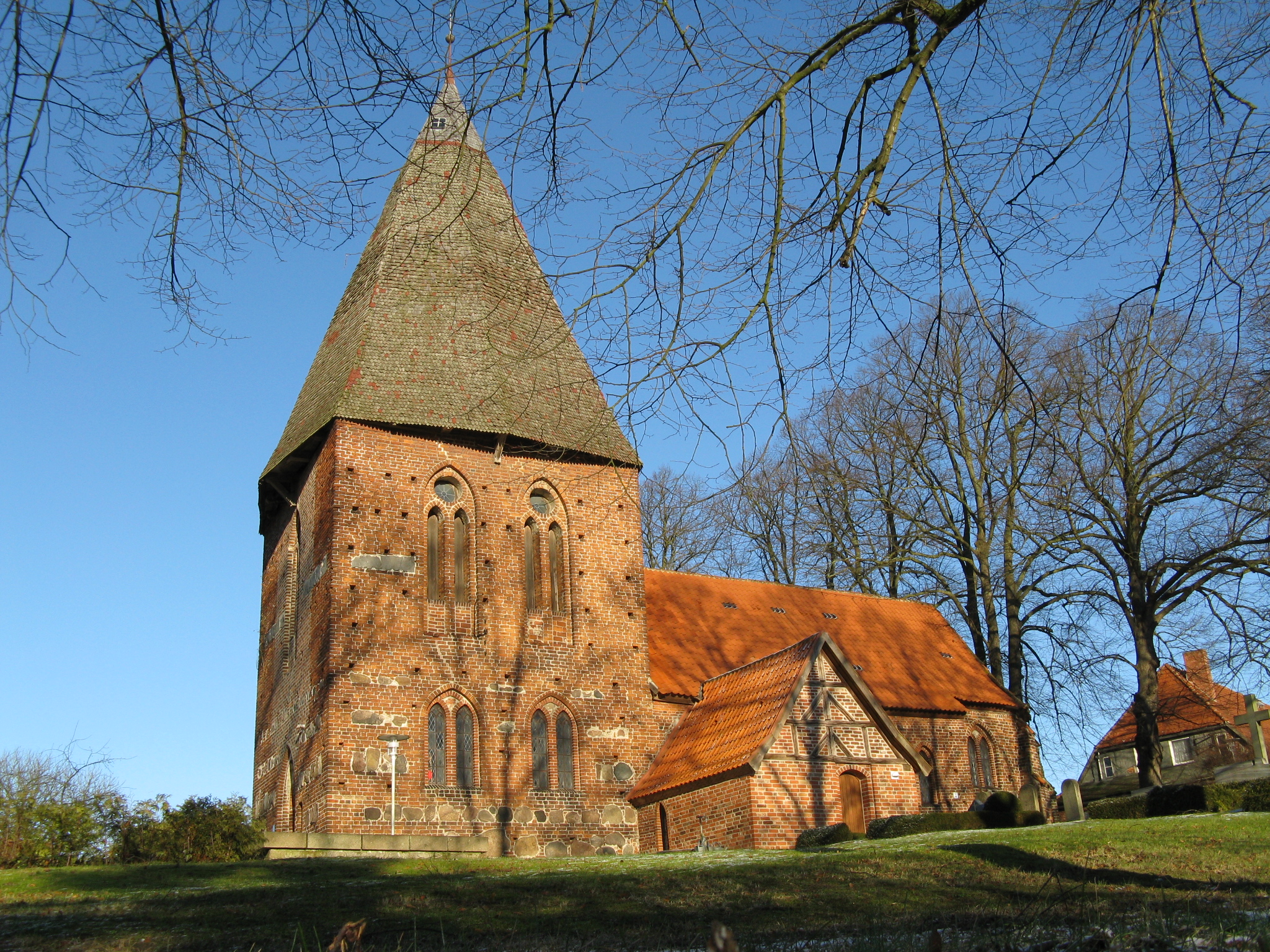
Kerk in Börzow